# Limehouse (DLR)
Limehouse is een station van  de Docklands Light Railway dat is geopend op 31 augustus 1987 in de wijk Limehouse  in de Docklands in het oosten van de metropool Groot-Londen. Het ligt naast het gelijknamige spoorwegstation.

## Geschiedenis
In 1980 sloten de havenbekkens op het Isle of Dogs en het bijbehorende havengebied, de Docklands, zou worden herontwikkeld. Voor het OV in het nieuwe woon- en werkgebied werd besloten tot de aanleg van een onbemande metro op de oude havensporen, de Docklands Light Railway (DLR). Voor de verbinding met de binnenstad werd parallel aan de sporen van/naar Fenchurch Street een deel van de spoordijk hergebruikt voor de DLR en bij de voormalige splitsing van de spoorlijn kreeg de DLR een station met de naam Limehouse. Hiertoe werd het viaduct uit 1840 van de Commercial Railway weer voorzien van perrons en het station werd op 31 augustus 1987 geopend samen met het eerste deel van de DLR. 

## Ligging en inrichting
Door de ligging naast het gelijknamige spoorwegstation is het uitgegroeid tot een belangrijk overstappunt voor forensen. In 1991 werden de perrons verlengd om het gebruik van drie baks treinstellen mogelijk te maken. In 2009 kreeg het DLR station ook een oostelijke ingang alsmede liften en trappen naar de perrons. Voor de overstappers werd een rechtstreekse overgang tussen het spoorweg perron richting Londen en het DLR perron richting de Docklands toegevoegd. Onder de DLR perrons bevinden zich kaartautomaten voor DLR- en Oyster-kaarten aan de voet van de trappen. 

## Reizigersdienst
De normale dienst tijdens de daluren omvat:
Oostwaarts
9 treinen per uur naar Lewisham
6 treinen per uur naar Beckton
6 treinen per uur naar Woolwich Arsenal
Westwaarts
15 treinen per uur naar Bank
6 treinen per uur naar Tower Gateway